# آنت بایر
آنت کلر بایر متخلص به استوپ (به انگلیسی: Annette Claire Baier; Stoop)؛ (۱۱ اکتبر ۱۹۲۹–۲ نوامبر ۲۰۱۲) فیلسوف نیوزلندی و محقق هیوم بود که بر روان‌شناسی اخلاقی هیوم تمرکز داشت. او همچنین به دلیل کمک‌هایش به فلسفه فمینیستی و فلسفه ذهن شناخته شده‌بود.

## زندگی
بایر مدرک لیسانس و فوق لیسانس خود را در دانشگاه اتاگو در زادگاهش دنیدن، نیوزیلند دریافت کرد. در سال ۱۹۵۲ به کالج سامرویل آکسفورد رفت و در آن‌جا دکترای خود را گرفت. او در بیشتر دوران کاری خود در دپارتمان فلسفه دانشگاه پیتسبرگ تدریس کرد و از دانشگاه کارنگی ملون به آن‌جا منتقل شد.
بایر رئیس سابق بخش شرقی انجمن فلسفی آمریکا بود. این انجمن برای نخبگان فلسفه تشکیل شده‌است. او در سال ۱۹۹۹ دکترای افتخاری ادبیات را از دانشگاه اتاگو دریافت کرد.
همسر او کورت بایر نیز یک فیلسوف بود.

## اخلاق
رویکرد بایر به اخلاق این است که زنان و مردان تصمیمات خود را در مورد درست و نادرست بودن مسائل، بر اساس نظام‌های ارزشی متفاوت می‌گیرند: مردان تصمیمات اخلاقی خود را بر اساس ایده‌ای از عدالت می‌گیرند، درحالی‌که زنان با احساس اعتماد یا مراقبت انگیزه می‌گیرند. او اعتقاد دارد که تاریخ فلسفه به‌طور گسترده‌ای توسط مردان جمع‌آوری شده‌است، و به مجموعه‌ای از اندیشه‌ها منتهی می‌شود که ظاهراً نقش پرورش و اعتماد در فلسفه بشری را نادیده می‌گیرند.